# Даніель Ґігер
Даніель Ґігер (13 жовтня 1949 , Берн ) — швейцарський фехтувальник на шпагах, срібний призер Олімпійських ігор 1972 року, бронзовий призер Олімпійських ігор 1976 року.

## Виступи на Олімпіадах
| Олімпіада         | Дисципліна          | Місце |
| ----------------- | ------------------- | ----- |
| Мюнхен 1972       | індивідуальна шпага | 9     |
| Мюнхен 1972       | командна шпага      | 2     |
| Монреаль 1976     | індивідуальна шпага | 25    |
| Монреаль 1976     | командна шпага      | 3     |
| Лос-Анджелес 1984 | індивідуальна шпага | 12    |
| Лос-Анджелес 1984 | командна шпага      | 9     |